# (3270) Dudley
(3270) Dudley es un asteroide que forma parte del grupo de los asteroides que cruzan la órbita de Marte y fue descubierto por Carolyn Jean S. Shoemaker y Schelte John Bus el 18 de febrero de 1982 desde el observatorio del Monte Palomar, Estados Unidos.

## Designación y nombre
Dudley recibió inicialmente la designación de 1982 DA.
Más tarde, en 1985, se nombró en honor del empresario estadounidense H. Dudley Wright.

## Características orbitales
Dudley está situado a una distancia media del Sol de 2,149 ua, pudiendo alejarse hasta 2,859 ua y acercarse hasta 1,438 ua. Tiene una inclinación orbital de 27,68 grados y una excentricidad de 0,3305. Emplea en completar una órbita alrededor del Sol 1150 días.

## Características físicas
La magnitud absoluta de Dudley es 14,1 y el periodo de rotación de 4,047 horas.